# Stefan Hedin
Karl Stefan Hedin, född 27 september 1958 i Österfärnebo församling i Gävleborgs län, är en svensk politiker (socialdemokrat) som var kommunalråd i Sandvikens kommun, Gävleborgs län 1991–2007. Han växte upp i Årsunda utanför Sandviken och är idag bosatt i Sandviken. Hedin arbetar som VVS-konsult, energisparrådgivare, energiingenjör och IT-tekniker, och driver eget konsultbolag. Han är gift med Ingrid Hedin Amrén och har två barn.

## Politisk karriär
Stefan Hedin gick med i SSU som 14-åring och började sin politiska bana 1982 i Sandviken Energi AB:s styrelse i Sandvikens kommun, där han 1986 blev dess ordförande. Han valdes 1991 till kommunalråd i Sandvikens kommun och efterträdde 1999 Inga Hagström som kommunstyrelsens ordförande. Han har suttit i förbundsstyrelsen för SSU 1981–1987. Han har haft olika politiska uppdrag i Sandviken, till exempel ordförande i Tekniska nämnden, Utbildnings- och arbetsmarknadsnämnden samt även delaktig vid bildandet av Göranssonska skolan där han under starten satt i styrelsen. Han var drivande vid bredbandsutbyggnaden i Gävleborg i slutet på 1990-talet och en av grundarna till Norrsken AB. Han var ensamutredare utsedd av regeringen med uppgift att se över regleringen av distansarbete, (SOU 1998:115) och var ledamot av Svenska regeringens IT-politiska strategigrupp 2003–2006. Han har även haft många externa uppdrag som till exempel ledamot i Kommunala företagens samorganisation och Kommuninvest . Som kommunstyrelsens ordförande efterträddes han 2008 av Peter Kärnström.